# Babin (powiat pyrzycki)
Babin (niem. Babbin, nazwa przejściowa – Baby) – wieś w Polsce położona w województwie zachodniopomorskim, w powiecie pyrzyckim, w gminie Bielice.
W latach 1975–1998 miejscowość należała administracyjnie do województwa szczecińskiego.
Niewielka osada o zachowanym układzie owalnicy, położona 4 km na zachód od trasy Szczecin – Pyrzyce, przy północnym brzegu Jeziora Babińskiego.
Według danych z 2011 roku Babin zamieszkiwało 456 osób. 

## Historia wsi
Nazwa wsi zapewne pochodzi od kamiennych bab używanych jako nagrobki przez pogańskich Słowian.
W okolicy miały miejsce liczne odkrycia z epoki kamiennej (m.in. kurhany, topory), brązu (groby, ozdoby) okresu lateńskiego (400–1 n.e.), rzymskiego (1 n.e.–400). Z czasów wczesnosłowiańskich pochodzi nizinne grodzisko położone ok. pół kilometra na wschód od Parsowa, usypane na półwyspie jez. Babińskiego, o wymiarach 110 × 150 m. Ślady wałów i fosy istniały jeszcze przed 1939 r. Podczas prac archeologicznych odnaleziono tu ceramikę, prząśliki z IX–XII w.
Pierwsze zapisy o wsi Babyn znajdują się w Pommersches Urkundenbuch, wpisu dokonano w latach 1179-81.
W 1180 r. biskup kamieński Konrad I nadał cystersom z Kołbacza dziesięcinę w Babinie. Wieś wymieniono w falsyfikacie z 1226 roku, który potwierdzał dobra cysterskie. Nadał ją w 1242 r. Świętobor, wnuk Warcisława Świętoborzyca, ale dokument datowany na 1 VIII 1255 r. wystawił książę Barnim I. Wieś liczyła wówczas 90 łanów „małych”. W Babinie istniały wielkie lenna rycerskie z nadania książęcego, co potwierdza akt sprzedaży braci Plovene cystersom daniny datowany na 1332 r., a zatwierdzony przez księcia Ottona I. W późniejszych latach książę przekazał cystersom dwór, z którego pochodziła ww. danina. W 1348 r. książę Barnim III toczył spór z mnichami pragnąc tu uposażyć swą kuzynkę, księżniczkę Matyldę, która została przełożoną klasztoru żeńskiego w Pyrzycach. Rejestr dóbr klasztoru kołbackiego z 1348 r. wymienia w Babinie 48 łanów (średnich), w tym 3 plebańskie i 4 sołtysie, młyn i karczmę. Podaje, że do folwarku cysterskiego należało 16 łanów, a pozostałe ziemie należały do trzech rodzin rycerskich. W 1391 r. jedna z rodzin – Woberminowie zrzekła się rzecz cystersów ze swych lennych 3 łanów. W 1434 r. w Babinie istniało bractwo religijne "Nasze kochane panie". Pierwszy pleban znany z nazwiska został odnotowany z 1491 r., pierwsi chłopi z 1546 r. (m.in. Marcin Bagemil, Piotr Szwante). W 1524 r. kościół kolegiacki św. Ottona ze Szczecina zakupił tu pewne dobra. Po reformacji i kasacie klasztoru w Kołbaczu w XVI w., wieś przeszła na własność państwową. W 1628 r. wymieniono 74 łany chłopskie, 7 gospodarstw komorniczych, karczmę, kuźnię, 3 pastuchów, 4 parobków, 2 rzemieślników, 4 ludzi "obcych", zapewne Żydów. Wieś doznała znacznych zniszczeń w czasie wojny trzydziestoletniej (1618–1648). Austriacy spalili w 1630 r. plebanię, a w 1637 r. skradli dzwony z wieży kościelnej. W 1700 r. zasiedlonych było zagród: sołtysia, 3 chłopskie, 2 komornicze, opuszczonych 5 chłopskich i 5 komorniczych, W 1856 r. było gospodarstwo sołtysie, 13 kmiecych, 2 komornicze, plebańskie, kościelne, zakrystiańskie (szkolne), wiatraczne (ślad dawnego młyna wodnego), kuźnicze, karczemne z 55 domami mieszkalnymi, 54 gospodarskimi. Pola liczyły 4468 morgów (w tym orne 2330, łąki 700, pastwiska 1112, ogrody 56). W 1939 r. 15 gospodarstw posiadało po ponad 20 ha, w tym największe Ryszarda Berknera aż 120 ha.

## Zabytki
Kościół, o wymiarach 17,8 × 8,2m, został wzniesiony na przełomie XIII i XIV w. z kamieni polnych. W 1865 roku został gruntownie przebudowany. W roku 1904 strawił go pożar, po którym w latach późniejszych został odbudowany. Po roku 1945 uległ dewastacji. Odbudowa nastąpiła w 1962 roku (oryginalne pozostały tylko blendy), w tym samym roku (15 sierpnia) konsekrowano kościół, nadając mu tytuł Wniebowzięcia NMP. Kościół posiada wieżę z barokowym hełmem z latarnią i smukłą iglicą.